# Denis Law
Denis Law (ur. 24 lutego 1940 w Aberdeen, zm. 17 stycznia 2025 tamże) – szkocki piłkarz, który występował na pozycji napastnika. W latach 1958–1974 reprezentant Szkocji.

## Życiorys
Karierę rozpoczął w 1956 w Huddersfield Town w drugiej lidze angielskiej. Po czterech latach Manchester City wykupił go za 55 000 funtów, ustanawiając brytyjski rekord. Law spędził tam rok nim Torino FC kupiło go za 110 000 funtów, co również było rekordowym transferem pomiędzy klubem włoskim i angielskim. Mimo że grał dobrze we Włoszech, nie chciał zostać tam dłużej i w 1962 podpisał kontrakt z klubem Manchester United, ustanawiając kolejny rekord transferowy na poziomie 115 tys. funtów. Podczas 11 lat jakie tam spędził, strzelił 237 goli w 404 spotkaniach. Był nazywany przez fanów The King lub The Lawman. W 1964 zdobył Złotą Piłkę dla najlepszego piłkarza Europy oraz pomógł klubowi wywalczyć mistrzostwo Anglii w 1965 i 1967, a także Puchar Europy w 1968, choć nie zagrał w meczu finałowym z Benficą. Opuścił Manchester United w 1973 i wrócił do Manchesteru City na jeden sezon.
Law rozegrał w barwach Szkocji 55 spotkań, strzelając 30 goli, co do dzisiaj stanowi rekord tej reprezentacji. Na zakończenie kariery reprezentował Szkocję w mistrzostwach świata w 1974.
Denis Law jest jednym z trzech piłkarzy (także George Best i Bobby Charlton) umieszczonych na pomniku United Trinity przed stadionem Old Trafford w Manchesterze. W 2016 otrzymał Order Imperium Brytyjskiego w randze Komandora (CBE).

## Sukcesy

### Manchester United
- Mistrzostwo Anglii: 1964/1965, 1966/1967
- Puchar Anglii: 1962/1963
- Tarcza Wspólnoty: 1965, 1967

### Indywidualne
- Król strzelców Pucharu Europy Mistrzów Krajowych: 1968/1969 (9 goli)

### Wyróżnienia
- Złota Piłka: 1964[2]
- Najlepszy szkocki piłkarz 50-lecia UEFA: 2003[3]